# Distretto di Thalang
Il distretto di Thalang (in thailandese: ถลาง) è un distretto (amphoe) della Thailandia, situato nella provincia di Phuket.